# ヴァーン・シュパン

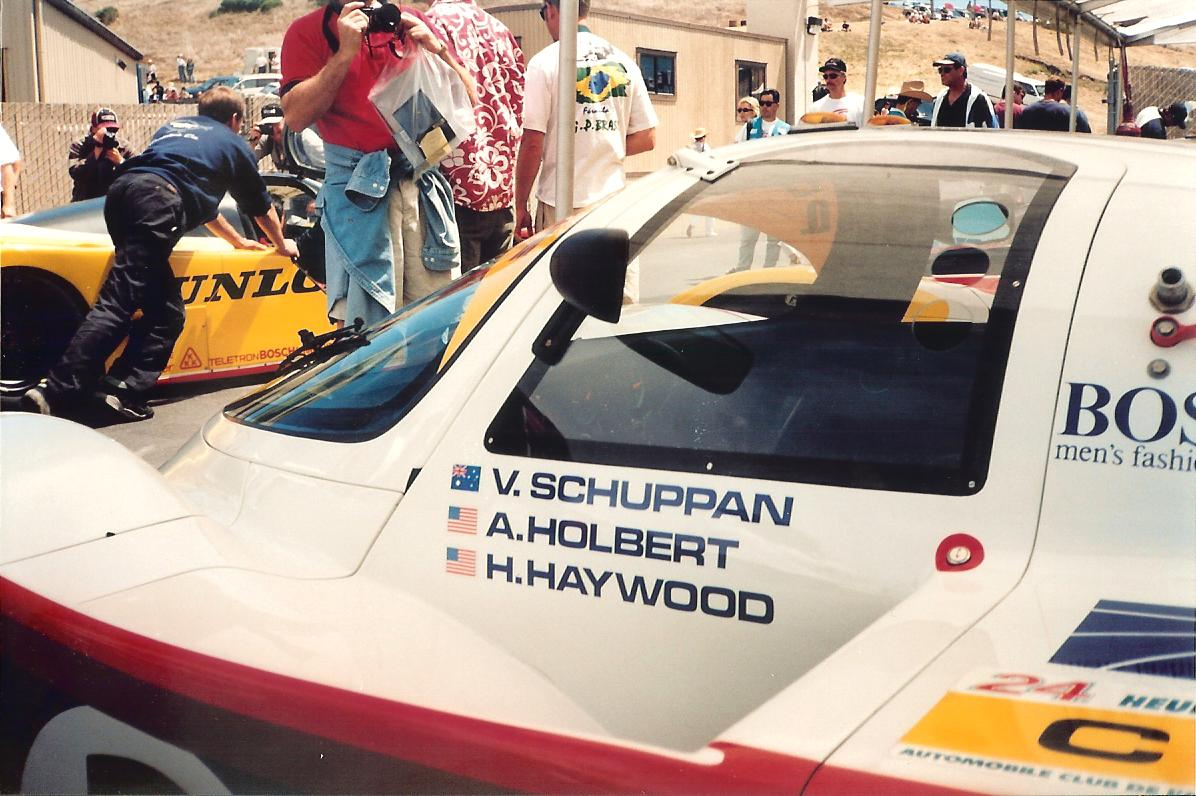
1983年のル・マン24時間レースで優勝した際の車両

ヴァーン・シュパン（Vern Schuppan、1943年3月19日 - ）はオーストラリア出身のレーシングドライバーである。1983年のル・マン24時間レース優勝者。バーン・シュパンと表記することもある。

## 略歴
カートからイギリスのフォーミュラ・フォードでレースデビュー。1971年イギリス フォーミュラ・アトランティックチャンピオンを獲得した。1972年以降フォーミュラ1に9戦出場。1981年にマクラーレン・M24でインディ500に出場し3位を獲得した。
1981年のインディ500でペンスキーのリック・メアーズが給油中の火災で火傷を負い、1981年のル・マン24時間レースに出場できなくなり、その代役としてヨッヘン・マス/ハーレイ・ヘイウッドとの組でジュールズがスポンサードするポルシェワークスのポルシェ・936で出場した。ただこの時はトラブルが多く、まず点火プラグが不調、次にトランスミッションが不調となり、どちらもすぐに2番手まで回復したがシュパンが運転中に燃料噴射装置が故障、応急処置を施し1時間程掛かったもののピットに戻り、12位で完走した。
1981年の実績からレース部門責任者だったヘルムート・ボットが1982年のWECとル・マン24時間レースへの出場を打診、1982年のル・マン24時間レースにはヨッヘン・マスとの組でポルシェ・956を運転し2位入賞した。
1983年のル・マン24時間レースではアル・ホルバートとの組でポルシェ・956に乗った。残り2時間で左側ドアが吹き飛び冷却不足になりエンジンが過熱、アル・ホルバートがエンジンから白煙を吐かせながらもだましだましゴールまで走らせて優勝した。
1983年から始まった全日本スポーツプロトタイプカー耐久選手権に藤田直廣とのチームで参戦（トラストポルシェ・956）、後に自らのチームを作ってポルシェ・962Cを走らせ、シュパン・962CRを企画した。

## レース戦績

### マカオグランプリ
| 年     | チーム                 | シャーシー/エンジン       | 予選 | レース1 | レース2 | 総合順位 |
| ------ | ---------------------- | ------------------------- | ---- | ------- | ------- | -------- |
| 1974年 | セオドール・レーシング | マーチ・722 フォード      | 3位  | 位      | 位      | 1位      |
| 1975年 | セオドール・レーシング | マーチ・722 フォード・BDA | 2位  | 位      | 位      | 不明     |
| 1976年 | セオドール・レーシング | ラルト・RT1 フォード・BDA | 3位  | 位      | 位      | 1位      |
| 1977年 | ジョン・マクドナルド   | ラルト・RT1 フォード・BDA | 3位  | 位      | 位      | Ret      |
| 1979年 | セオドール・レーシング | マーチ・792 フォード・BDA | 13位 | 位      | 位      | Ret      |
| 1983年 | Equipe 66              | ラルト・RT3 トヨタ        | 21位 | 17位    | Ret     | NC       |

### 全日本フォーミュラ2000選手権
| 年     | 所属チーム                    | マシン      | エンジン        | タイヤ | 車番 | 1       | 2   | 3   | 4   | 5     | 順位 | ポイント |
| ------ | ----------------------------- | ----------- | --------------- | ------ | ---- | ------- | --- | --- | --- | ----- | ---- | -------- |
| 1973年 | Singapore Airlines            | マーチ・722 | コスワース・BDA | F      | 6    | FSW Ret | SUZ | SUZ | SUZ |       | NC   | 0        |
| 1975年 | SABENA セオドール・レーシング | ラルト・RT1 | ハート・420R    | G      | 11   | FSW     | SUZ | FSW | SUZ | SUZ 4 | -    | -        |

### 全日本耐久選手権
| 年     | 所属チーム | コドライバー | 使用車両      | クラス | 1     | 2     | 3     | 順位 | ポイント |
| ------ | ---------- | ------------ | ------------- | ------ | ----- | ----- | ----- | ---- | -------- |
| 1983年 | トラスト   | 藤田直廣     | ポルシェ・956 | C      | SUZ 1 | SUZ 1 | FSW 3 | 1位  |          |

### ル・マン24時間レース
| ル・マン24時間レース 結果 | ル・マン24時間レース 結果                                             | ル・マン24時間レース 結果                         | ル・マン24時間レース 結果  | ル・マン24時間レース 結果 | ル・マン24時間レース 結果 | ル・マン24時間レース 結果 | ル・マン24時間レース 結果 |
| 年                        | チーム                                                                | コ・ドライバー                                    | 使用車両                   | クラス                    | 周回                      | 順位                      | クラス 順位               |
| ------------------------- | --------------------------------------------------------------------- | ------------------------------------------------- | -------------------------- | ------------------------- | ------------------------- | ------------------------- | ------------------------- |
| 1973年                    | ガルフ・リサーチ・レーシング                                          | マイク・ヘイルウッド ジョン・ワトソン             | ミラージュ・M6-コスワース  | S 3.0                     | 112                       | DNF                       | DNF                       |
| 1974年                    | ガルフ・リサーチ・レーシング                                          | レイネ・ウィセル                                  | ガルフ・GR7-コスワース     | S 3.0                     | 49                        | DNF                       | DNF                       |
| 1975年                    | ガルフ・リサーチ・レーシング                                          | ジャン＝ピエール・ジョッソー                      | ミラージュ・GR8-コスワース | S 3.0                     | 330                       | 3位                       | 3位                       |
| 1976年                    | グランド・ツーリング・カーズ                                          | デレック・ベル                                    | ミラージュ・GR8-コスワース | S 3.0                     | 336                       | 5位                       | 4位                       |
| 1977年                    | グランド・ツーリング・カーズ ミラージュ・ルノー                       | ジャン＝ピエール・ジャリエ                        | ミラージュ・GR8-ルノー     | S +2.0                    | 331                       | 2位                       | 2位                       |
| 1978年                    | グランド・ツーリング・カーズ                                          | ジャック・ラフィット サム・ポージー               | ミラージュ・GR9-ルノー     | S +2.0                    | 293                       | 10位                      | 5位                       |
| 1979年                    | グランド・ツーリング・カーズ フォード・コンセッショナリーズ・フランス | ジャン＝ピエール・ジョッソー デヴィッド・ホッブス | ミラージュ・M10-コスワース | S +2.0                    | 121                       | NC                        | NC                        |
| 1979年                    | グランド・ツーリング・カーズ フォード・コンセッショナリーズ・フランス | デレック・ベル デヴィッド・ホッブス               | ミラージュ・M10-コスワース | S +2.0                    | 262                       | DNF                       | DNF                       |
| 1981年                    | ポルシェ・システム                                                    | ヨッヘン・マス ハーレイ・ヘイウッド               | ポルシェ・936              | S +2.0                    | 312                       | 12位                      | 2位                       |
| 1982年                    | ロスマンズ・ポルシェ・システム                                        | ヨッヘン・マス                                    | ポルシェ・956              | C                         | 356                       | 2位                       | 2位                       |
| 1983年                    | ロスマンズ・ポルシェ・システム                                        | ハーレイ・ヘイウッド アル・ホルバート             | ポルシェ・956              | C                         | 370                       | 1位                       | 1位                       |
| 1984年                    | ポルシェ・クレマー・レーシング                                        | アラン・ジョーンズ ジャン＝ピエール・ジャリエ     | ポルシェ・956              | C1                        | 337                       | 6位                       | 6位                       |
| 1985年                    | ロスマンズ・ポルシェ AG                                               | アル・ホルバート ジョン・ワトソン                 | ポルシェ・962C             | C1                        | 299                       | DNF                       | DNF                       |
| 1986年                    | ロスマンズ・ポルシェ AG                                               | ヨッヘン・マス ボブ・ウォレク                     | ポルシェ・962C             | C1                        | 180                       | DNF                       | DNF                       |
| 1986年                    | ロスマンズ・ポルシェ AG                                               | ドレイク・オルソン                                | ポルシェ・962C             | C1                        | 41                        | DNF                       | DNF                       |
| 1987年                    | ロスマンズ・ポルシェ AG                                               | ヨッヘン・マス ボブ・ウォレク                     | ポルシェ・962C             | C1                        | 16                        | DNF                       | DNF                       |
| 1988年                    | ポルシェ AG                                                           | ボブ・ウォレク サレル・ヴァン・デル・メルヴェ     | ポルシェ・962C             | C1                        | 192                       | DNF                       | DNF                       |
| 1989年                    | チーム・シュパン                                                      | エイエ・エリジュ ゲイリー・ブラバム               | ポルシェ・962C             | C1                        | 321                       | 13位                      | 10位                      |